# Martin Kruskal

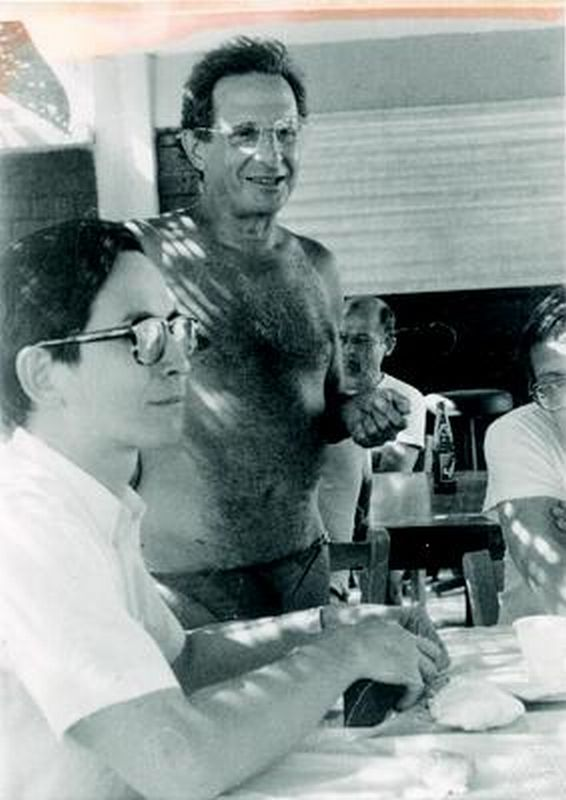
Martin Kruskal (stehend) auf Kreta 1983

Martin David Kruskal (* 28. September 1925 in New York; † 26. Dezember 2006 in Princeton) war ein US-amerikanischer Mathematiker und Physiker.

## Leben
Martin David Kruskal studierte an der University of Chicago (Abschluss 1945) und der New York University und promovierte dort bei Richard Courant 1952 zum Ph. D. in Mathematik. Ab 1951 war er an frühen Versuchen zu thermonuklearen Fusionsreaktoren (Projekt Matterhorn, damals noch geheim) am Plasmaphysiklabor in Princeton beteiligt und viele wichtige Beiträge zur theoretischen Plasmaphysik stammen von ihm (BGK-Moden mit John Greene und Ira B. Bernstein 1957 u. a.). Kruskal lehrte ab 1959 Astronomie in Princeton und wurde dort 1961 Professor für Astronomie, startete dort aber auch ab 1968 ein Programm für angewandte Mathematik. Nach seiner Emeritierung 1989 nahm er einen Lehrstuhl für Mathematik an der Rutgers University an. Mitte der 1950er Jahre führte er die Kruskal-Szekeres-Koordinaten (auch einfach Kruskal-Koordinaten genannt) in der Schwarzschild-Metrik ein. Er zeigte diese John Archibald Wheeler, der deren Bedeutung aber erst später erkannte und 1959 darüber vortrug. Unabhängig fanden diese dann auch Christian Fronsdal (1959) und der australisch-ungarische Mathematiker George Szekeres (1961). Kruskal gilt als einer der Pioniere auf dem Gebiet der Solitonen (spezielle stabile Lösungen nichtlinearer Wellengleichungen wie der Korteweg-de-Vries-Gleichung), wo er mit anderen eine allgemeine Lösungsmethode (Inverse Scattering Transform) fand.
Er erfand den „Kruskal Count“, einen Kartentrick, der auf der Markow-Kette beruht. Außerdem war er wie seine Frau Origami-Experte. Kruskal beschäftigte sich auch mit Conways Theorie surrealer Zahlen. Er war ab 1980 Mitglied der National Academy of Sciences sowie ab 1993 Träger der National Medal of Science. 2006 erhielt er den Leroy P. Steele Prize der American Mathematical Society mit John Greene, Robert Miura, Clifford Gardner für ihre Entwicklung der Inversen Streutransformation zur Lösung von Solitonengleichungen. 1983 erhielt er den Dannie-Heineman-Preis für mathematische Physik. In demselben Jahr wurde er zum Mitglied der American Academy of Arts and Sciences ernannt. Seit 1997 war er auswärtiges Mitglied (Foreign Member) der Royal Society.
Seine beiden Brüder, Joseph (Kruskal-Algorithmus in der Informatik) und William (Kruskal-Wallis-Test in der Statistik) waren ebenfalls Mathematiker. Kruskal war seit 1950 verheiratet und hatte drei Kinder.
Zu seinen Doktoranden zählt Steven Orszag.

## Veröffentlichungen
- Kruskal: Maximal extension of the Schwarzschild Metric. In: Physical Review. Band 119, 1960, S. 1743. (Kruskal Koordinaten, online (Memento vom 15. Mai 2003 im Internet Archive), PDF-Datei; 523 kB, aufgerufen am 17. Oktober 2009)
- Kruskal, Norman Zabusky: Interaction of solitons in a collisionless plasma and the recurrence of initial states. In: Physical Review Letters. Band 15, 1965, S. 240–243. (Solitonen)
- Gardner, Greene, Kruskal, Miura: Method for Solving the Korteweg-deVries Equation, Physical Review Letters, Band 19, 1967, S. 1095–1097
- Gardner, Greene, Kruskal, Miura:  Korteweg-de Vries equation and generalizations VI. Methods for exact solution. In: Communications on Pure and applied mathematics. Band 27, 1974, S. 97–133. (inverse scattering transform)
- Bernstein, Greene, Kruskal: Exact nonlinear plasma oscillations. In: Physical Review. Band 108, 1957, S. 546. (BGK-Moden)